# تششمة برج علي (مقاطعة دورة)
تششمة برج علي (بالفارسية: چشمه برج علی) هي قرية تقع في قسم ويسيان الريفي (مقاطعة دورة) في إيران. يقدر عدد سكانها بـ 0 نسمة بحسب إحصاء 2016.